# Adelberts honingzuiger
De Adelberts honingzuiger (Chalcomitra adelberti synoniem: Nectarinia adelberti) is een zangvogel uit de familie Nectariniidae (honingzuigers).

## Verspreiding en leefgebied
Deze soort telt 2 ondersoorten:
- C. a. adelberti: van Guinee en Sierra Leone tot Togo.
- C. a. eboensis: van Benin tot zuidoostelijk Nigeria en zuidwestelijk Kameroen.